# Yêu thầm anh xã
My Husband in Law (tiếng Thái: อกเกือบหักแอบรักคุณสามี; RTGS: Ok Kueap Hak Aep Rak Khun Sami, dịch tiếng Việt "Yêu thầm anh xã") là bộ Phim truyền hình Thái Lan phát sóng vào năm 2020 do hãng Thong Entertainment - nhà sản xuất Ann Thongprasom và đạo diễn Ampaiporn Jitmaingong. Phim với sự tham gia của Prin Suparat và Nittha Jirayungyurn. Bộ phim phát sóng trên đài Channel 3 vào tối thứ Hai và thứ Ba lúc 20h20 từ ngày 21 tháng 4 đến ngày 9 tháng 6 năm 2020.
Bộ phim đứng thứ sáu trong danh sách Top 10 phim Thái Lan được tìm kiếm nhiều nhất trên Google trong năm 2020.

## Diễn viên

### Diễn viên chính
- Prin Suparat vai Thierawat Navanawakul / "Tian"
- Nittha Jirayungyurn vai Nateerin Sawasdirat / "Moei"

### Diễn viên phụ
- Ratchawin Wongviriya vai Yada
- Nat Thephussadin Na Ayutthaya vai Pondayt
- Lalana Kongtoranin vai Kung
- Kanin Stanley vai Kob
- Pitchapa Phanthumchinda vai Kaofang
- Natthapong Chartpong vai Beer
- Thanakorn Chinakul vai Toon
- Witsarut Himrat vai Nott
- Anusorn Maneeted vai Pariwat
- Maneerat Sricharoon vai Monwatoo
- Techin Ploypetch vai Chet
- Praew Kanitkul vai Toom
- Duangta Toongkamanee vai Bà Sajee (mẹ Tian)
- Angsana Buranon vai Dì Pa (Prahpa)
- Surasak Chaiat vai Mr. Tada
- Kluay Chernyim vai Sathit
- Kanitkul Netbut vai Tum (bạn Moei)
- Boromwuti Hiranyatithi vai Chat
- Benjawan Artner vai Mattana
- Paweenut Pangnakorn vai Koong
- Palm Supachai vai Surit
- Pensri Pinthong vai Nong Kik
- Thongchai Thongkanthom vai Chủ nhà hàng

## Rating
| Tập        | Ngày phát sóng | Tỷ suất người xem | Tỷ suất người xem |
| Tập        | Ngày phát sóng | Quốc gia          | Bangkok           |
| ---------- | -------------- | ----------------- | ----------------- |
| 1          | 21/04/2020     | 2.895%            | 4.430%            |
| 2          | 27/04/2020     | 3.273%            | 5.284%            |
| 3          | 28/04/2020     | 3.808%            | 5.488%            |
| 4          | 04/05/2020     | 3.965%            | 5.723%            |
| 5          | 05/05/2020     | 4.035%            | —                 |
| 6          | 11/05/2020     | 4.260%            | 6.780%            |
| 7          | 12/05/2020     | 4.480%            | —                 |
| 8          | 18/05/2020     | 4.227%            | 7.047%            |
| 9          | 19/05/2020     | 4.491%            | 7.436%            |
| 10         | 25/05/2020     | 4.306%            | 7.531%            |
| 11         | 26/05/2020     | 4.260%            | 6.374%            |
| 12         | 01/06/2020     | 4.510%            | 6.818%            |
| 13         | 02/06/2020     | 4.942%            | 7.377%            |
| 14         | 08/06/2020     | 5.089%            | 8.127%            |
| 15         | 09/06/2020     | 5.649%            | 9.092%            |
| Trung bình | Trung bình     | 4.279%            | —                 |

Rating trung bình cao nhất đài CH3 năm 2020, rating tập cuối cao nhì.

## Ca khúc nhạc phim
- หัวใจสั่งให้รัก / Hua Jai Sang Hai Ruk (Trái tim ra lệnh em yêu anh) Thể hiện bởi: Praew Kanitkul
- มันดีกว่าที่คิด / Mun Dee Gwah Tee Kit (Tốt hơn tôi nghĩ) Thể hiện bởi: Singto Numchok